# Поспишил, Вашек
Вашек Поспишил (англ. Vasek Pospisil; род. 23 июня 1990 года в Верноне, Канада) — канадский профессиональный теннисист чешского происхождения; победитель одного турнира Большого шлема в мужском парном разряде (Уимблдон-2014); бывшая четвёртая ракетка мира в парном разряде; победитель семи турниров ATP в парном разряде; обладатель Кубка Дэвиса (2022) в составе сборной Канады. Лауреат награды ATP в номинации «Возвращение года» (2020).

## Общая информация
Вашек Поспишил родился в канадском Верноне, в семье Милана и Милы Поспишилов, канадцев чешского происхождения.
Вашек начал играть в теннис в пять лет. Отец Вашека — теннисный тренер и все его дети (у Вашека два старших брата: программист Том и учитель физики Петр) играли в теннис на национальном уровне в юниорах. В детстве его теннисными кумирами были Патрик Рафтер и Роджер Федерер.
Вашек свободно владеет английским, французским и чешским языками. Друзья зовут его «Ваш».

## Спортивная карьера

### Начало карьеры
С 2007 года Вашек Поспишил — игрок Ассоциации теннисистов-профессионалов. В том же году он начал участвовать в профессиональных турнирах. В ноябре 2008 года в Римуски (Канада) с Милошем Раоничем он выиграл свой первый «челленджер» в парном разряде, победив нескольких соперников, находящихся на 600 мест выше него в рейтинге АТР. В 2010 году Поспишил, тренировавшийся с 2005 по 2009 год в Простеёве (Чехия), был приглашён в Национальный тренировочный центр Федерации тенниса Канады в Монреале. В том же году Вашек выиграл свой первый матч турнира ATP на турнире в Монреале, победив в паре с Раоничем Рафаэля Надаля и Новака Джоковича.
В феврале 2008 года Поспишил впервые выступил за сборную Канады в матче Кубка Дэвиса. В июле 2011 года в отсутствие травмированных Милоша Раонича и Фрэнка Данцевича Поспишил сыграл решающую роль в выходе канадской команды в плей-офф Мировой Группы, выиграв одиночную и парную (с Даниэлем Нестором) встречи против команды Эквадора. В сентябре в матче плей-офф против команды Израиля он практически в одиночку вывел сборную Канады в Мировую группу Кубка Дэвиса, победив в одиночных встречах Дуди Селу и Амира Вайнтрауба, а также выиграв вместе с Даниэлем Нестором парный матч у Йонатана Эрлиха и Энди Рама.

### 2012—2015
С 2012 года с Поспишилом работал тренер Фредерик Фонтан, в прошлом также профессиональный теннисист, выступавший в турнирах АТР. С этого же года участие Поспишила в турнирах АТР стало регулярным. В апреле 2012 года он впервые вошел в сотню лучших теннисистов планеты, а в июле продвинулся на 85-е место.
Начало теннисного сезона 2013 года Поспишил был вынужден пропустить вследствие заболевания. После возвращения в тур он внёс значительный вклад в успех национальной команды в четвертьфинале Кубка Дэвиса, выиграв в паре с Даниэлем Нестором матч против сборной Италии. Канада, одержав общую победу, вышла в полуфинал этого турнира впервые с 1913 года. В июле в Боготе Поспишил впервые в карьере вышел в полуфинал турнира АТР, а в августе успешно выступил на Открытом чемпионате Канады в Монреале, пробившись в полуфинал после побед над 20-й ракеткой мира Джоном Изнером и 6-й ракеткой мира Томашем Бердыхом. В полуфинале он проиграл Раоничу, занимавшему в рейтинге 13-е место. По итогам этого турнира войдя в топ-40 мирового рейтинга, Поспишил затем побывал также в полуфинале в Базеле, где проиграл местному фавориту Роджеру Федереру, и завершил сезон на 32-й позиции рейтинга.
Хотя 2014 год в одиночном разряде тоже начался для Поспишила удачно (полуфинал в первом турнире сезона в Ченнаи, третий круг на Открытом чемпионате Австралии и 27-е место в рейтинге после двух турниров), он был вынужден сняться с Открытого первенства Австралии из-за проблем со спиной и пропустил месяц. Боли в спине продолжали преследовать его; он проиграл восемь матчей подряд, только в июне в преддверии Уимблдона добившись первой победы за почти пять месяцев. В парном разряде, напротив, сезон, начавшийся неудачно, обернулся высшим в карьере Поспишила на тот момент успехом на Уимблдоне, где канадец выступал с американцем Джеком Соком. Сок, финалист Открытого чемпионата США 2011 года в миксте, предложил Поспишилу совместное выступление лишь за несколько недель до начала турнира, накануне последнего срока подачи заявок, и оно оставалось под сомнением до самого конца. Но в итоге Сок и Поспишил всё-таки вышли на корт вместе и последовательно обыграли четыре посеянных пары (в том числе вторую пару турнира Александр Пейя—Бруно Соарес в четвертьфинале и первую пару мира Боба и Майка Брайанов в финале), завоевав чемпионский титул. Вскоре после этого, на турнире ATP 500 в Вашингтоне, Поспишил впервые в карьере пробился в финал соревнования основного тура АТР, но проиграл Милошу Раоничу. В паре с Соком канадец выиграл турнир ATP в Атланте и стал финалистом турнира Мастерс в Цинциннати, что позволило Поспишилу завершить сезон на 14-м месте в парном рейтинге ATP.
В начале 2015 года Поспишил и Сок одержали девять подряд побед в парном разряде, выиграв за это время турнир Мастерс в Индиан-Уэллс и дойдя до финала в Майами, где уступили Брайанам. К концу апреля Поспишил поднялся в парном рейтинге до 4-го места. Ближе к концу сезона Сок и Поспишил добавили к этим результатам ещё одну победу (в Пекине) и ещё один финал (в турнире Мастерс в Париже). Победы в Париже им хватило бы для попадания в итоговый турнир года, но на их пути встали первая ракетка мира Марсело Мело и Иван Додиг. В одиночном разряде канадец добился лучшего в карьере результата в турнирах Большого шлема, дойдя до четвертьфинала на Уимблдоне после трёх пятисетовых побед. В четвертьфинале его остановил Энди Маррей — третья ракетка мира.

### 2016—2020
Сезон 2016 года в одиночном разряде не принёс Поспишилу значительных успехов и включал серию из семи поражений подряд, которую канадец прервал в Ноттингеме, пробившись в третий круг. В парах он успешно провёл первую половину года, добравшись до финала турниров Мастерс в Индиан-Уэллс и Риме с Соком и выиграв турнир менее высокого ранга в Роттердаме с Николя Маю. На Олимпиаде в Рио-де-Жанейро Поспишил играл в паре с Нестором. Канадцы дошли до полуфинала, где уступили испанской паре Рафаэль Надаль—Марк Лопес, а затем в борьбе за третье место проиграли Соку и его соотечественнику Стиву Джонсону.
Начало 2017 года для Поспишила было ознаменовано наиболее значительной победой в одиночной карьере: в Индиан-Уэллс канадец, занимавший 129-е место в рейтинге ATP и пробившийся в основную сетку из квалификационного турнира, во втором круге вывел из борьбы Энди Маррея, возглавлявшего на тот момент рейтинг. Уже в следующем раунде, однако, Поспишил проиграл Душану Лайовичу, не реализовав матчбол. Этот результат был показан в промежутке между выступлениями в «челленджерах» (финал в Сан-Франциско и пятый титул за карьеру в Пусане). В следующем сезоне успехи канадца были во многом ограничены «челленджерами», где он завоевал ещё два титула и дважды подряд доходил до финала в Корее. В АТР-туре его лучими результатами были выходы в четвертьфинал в Ньюпорте и Антверпене, а в турнирах Большого шлема он прервал серию из шести поражений подряд, обыграв в первом круге Открытого чемпионата США Лукаша Лацко прежде, чем уступить первой ракетке мира Надалю.
Получив травму в ходе квалификационного отбора к парижскому турниру Мастерс в октябре 2018 года, Поспишил в январе перенёс операцию межпозвоночной грыжи и вернулся на корт только к Уимблдонскому турниру, где получил право на участие в основной сетке благодаря защищённому 73-му месту в рейтинге. Он проиграл в первом круге своему младшему соотечественнику Феликсу Оже-Альяссиму, а затем ему же уступил в первом круге Открытого чемпионата Канады. На Открытом чемпионате США в первом круге нанёс поражение в пяти сетах девятой ракетке мира Карену Хачанову, но в следующем раунде проиграл Теннису Сандгрену. В конце октября и начале ноября канадец выиграл два «челленджера» подряд — в Лас-Вегасе и Шарлоттсвилле (Виргиния). В конце ноября на проходившем в новом формате розыгрыше Мировой группы Кубка Дэвиса из-за травм Раонича и Оже-Альяссима занимавший 150-е место в рейтинге Поспишил стал регулярным участником матчей сборной Канады. Вместе с Денисом Шаповаловым он вывел команду в первый в её истории финал Кубка Дэвиса, победив в личных встречах 12-ю ракетку мира Фабио Фоньини и занимающих в рейтинге 36-ю и 48-ю позиции Райли Опелку и Джона Миллмана. В паре с Шаповаловым они также нанесли поражения австралийской и российской парам в решающей игре матчей четвертьфинала и полуфинала. Финал, в котором Поспишил не участвовал, канадцы проиграли сборной Испании во главе с Рафаэлем Надалем.
За сезон 2020 года, укороченный из-за пандемии COVID-19, проделал в рейтинге путь от 150-го до 61-го места. Дважды играл в финалах турниров ATP — в Монпелье до паузы в сезоне и в Софии после её окончания. Дошёл также до четвёртого круга в Открытом чемпионате США, по ходу обыграв 11-ю ракетку мира Роберто Баутисту Агута и Раонича, занимавшего в рейтинге 18-е место. По итогам сезона стал лауреатом награды ATP в номинации «Возвращение года».

### Завершение карьеры
Объявил об окончании карьеры в июле 2025 года после поражения в первом круге Открытого чемпионата Канады.

## Рейтинг на конец года
| Сезон | Одиночный рейтинг | Парный рейтинг |
| 2021  | 133               | 156            |
| 2020  | 61                | 192            |
| 2019  | 149               | 446            |
| 2018  | 70                | 637            |
| 2017  | 108               | 179            |
| 2016  | 133               | 20             |
| 2015  | 39                | 21             |
| 2014  | 53                | 14             |
| 2013  | 32                | 89             |
| 2012  | 125               | 304            |
| 2011  | 119               | 150            |
| 2010  | 339               | 153            |
| 2009  | 339               | 233            |
| 2008  | 1 087             | 367            |
| 2007  | 1 479             | 1 111          |

## Выступления на турнирах

### Финалы турнировATPв одиночном разряде (3)

#### Поражения (3)
| Легенда                       |
| ----------------------------- |
| Турниры Большого шлема (0+1*) |
| Итоговый турнир ATP (0)       |
| ATP Мастерс 1000 (0+1)        |
| АТР 500 (0+3)                 |
| АТР 250 (0+2)                 |

| Титулы по покрытиям | Титулы по месту проведения матчей турнира |
| ------------------- | ----------------------------------------- |
| Хард (0+6*)         | Зал (0+3)                                 |
| Грунт (0)           | Зал (0+3)                                 |
| Трава (0+1)         | Открытый воздух (0+4)                     |
| Ковёр (0)           | Открытый воздух (0+4)                     |

* количество побед в одиночном разряде + количество побед в парном разряде.
| №  | Дата           | Турнир            | Покрытие | Соперник в финале | Счёт           |
| 1. | 3 августа 2014 | Вашингтон, США    | Хард     | Милош Раонич      | 1-6 4-6        |
| 2. | 9 февраля 2020 | Монпелье, Франция | Хард(i)  | Гаэль Монфис      | 5-7 3-6        |
| 3. | 14 ноября 2020 | София, Болгария   | Хард(i)  | Янник Синнер      | 4-6 6-3 6-7(3) |

### Финалы челленджеров и фьючерсов в одиночном разряде (29)

#### Победы (21)
| Условные обозначения |
| Челленджеры (11+7*)  |
| Фьючерсы (10+10)     |

| Титулы по покрытиям | Титулы по месту проведения матчей турнира |
| ------------------- | ----------------------------------------- |
| Хард (20+15*)       | Зал (8+4)                                 |
| Грунт (1+2)         | Зал (8+4)                                 |
| Трава (0)           | Открытый воздух (13+13)                   |
| Ковёр (0)           | Открытый воздух (13+13)                   |

* количество побед в одиночном разряде + количество побед в парном разряде.
| №   | Дата             | Турнир                       | Покрытие | Соперник в финале | Счёт                   |
| 1.  | 26 сентября 2009 | Альгеро, Италия              | Хард     | Франческо Пиккари | 6-3 6-7(5) 6-3         |
| 2.  | 3 октября 2009   | Куарту-Сант-Элена, Италия    | Хард     | Маттео Виола      | 6-1 6-2                |
| 3.  | 1 ноября 2009    | Сьюдад-Обрегон, Мексика      | Хард     | Даниэль Гарса     | 7-6(0) 6-3             |
| 4.  | 8 ноября 2009    | Гвадалахара, Мексика         | Грунт    | Сесар Рамирес     | 6-2 6-2                |
| 5.  | 21 марта 2010    | Шербрук, Канада              | Хард(i)  | Милош Раонич      | 6-4 4-6 6-3            |
| 6.  | 5 сентября 2010  | Леон-де-лос-Альдама, Мексика | Хард     | Дэвид Райс        | 6-1 6-2                |
| 7.  | 12 сентября 2010 | Гвадалахара, Мексика         | Хард     | Адам эль-Мидави   | 6-0 6-1                |
| 8.  | 3 октября 2010   | Маркем, Канада               | Хард(i)  | Николас Монро     | 6-3 6-2                |
| 9.  | 29 мая 2011      | Чханвон, Южная Корея         | Хард     | Лим Ён Гю         | 7-5 6-4                |
| 10. | 31 июля 2011     | Саскатун, Канада             | Хард     | Эрик Хвойка       | 7-5 6-2                |
| 11. | 25 марта 2012    | Римуски, Канада              | Хард(i)  | Максим Отом       | 7-6(6) 6-4             |
| 12. | 22 июля 2012     | Гранби, Канада               | Хард     | Игорь Сейслинг    | 7-6(2) 6-4             |
| 13. | 5 мая 2013       | Йоханнесбург, ЮАР            | Хард     | Михал Пшисенжний  | 6-7(7) 6-0 4-1 — отказ |
| 14. | 4 августа 2013   | Ванкувер, Канада             | Хард     | Даниэль Эванс     | 6-0 1-6 7-5            |
| 15. | 21 мая 2017      | Пусан, Южная Корея           | Хард     | Го Соэда          | 6-1 6-2                |
| 16. | 28 января 2018   | Рен, Франция                 | Хард(i)  | Ричардас Беранкис | 6-1 6-2                |
| 17. | 11 февраля 2018  | Будапешт, Венгрия            | Хард(i)  | Никола Кун        | 7-6(3) 3-6 6-3         |
| 18. | 20 октября 2019  | Лас-Вегас, США               | Хард     | Джеймс Дакворт    | 7-5 6-7(11) 6-3        |
| 19. | 3 ноября 2019    | Шарлотсвилл, США             | Хард(i)  | Брэйден Шнур      | 7-6(2) 3-6 6-2         |
| 20. | 30 января 2022   | Кемпер, Франция              | Хард(i)  | Грегуар Баррер    | 6-4 3-6 6-1            |
| 21. | 20 ноября 2022   | Драммондвилл, Канада         | Хард(i)  | Майкл Ммо         | 7-6(5) 4-6 6-4         |

#### Поражения (8)
| №  | Дата            | Турнир                    | Покрытие | Соперник в финале | Счёт           |
| 1. | 19 июля 2009    | Пеория, США               | Грунт    | Майкл Винус       | 7-6(4) 4-6 4-6 |
| 2. | 21 февраля 2010 | Браунсвилл, США           | Хард     | Виктор Эстрелья   | 4-6 3-6        |
| 3. | 24 марта 2013   | Римуски, Канада           | Хард(i)  | Рик де Вуст       | 6-7(6) 4-6     |
| 4. | 12 февраля 2017 | Сан-Франциско, США        | Хард(i)  | Чжан Цзэ          | 5-7 6-3 2-6    |
| 5. | 13 мая 2018     | Кимчхон, Южная Корея      | Хард     | Ёсихито Нисиока   | 4-6 5-7        |
| 6. | 20 мая 2018     | Пусан, Южная Корея        | Хард     | Мэттью Эбден      | 6-7(4) 1-6     |
| 7. | 27 февраля 2022 | По, Франция               | Хард(i)  | Квентен Алис      | 6-4 4-6 3-6    |
| 8. | 9 октября 2022  | Муйрон-ле-Каптиф, Франция | Хард(i)  | Йелле Селс        | 4-6 3-6        |

### Финалы турниров Большого шлема в парном разряде (1)

#### Победы (1)
| №  | Год  | Турнир   | Покрытие | Партнёр  | Соперники в финале     | Счёт                      |
| 1. | 2014 | Уимблдон | Трава    | Джек Сок | Боб Брайан Майк Брайан | 7-6(5) 6-7(3) 6-4 3-6 7-5 |

### Финалы турнировATPв парном разряде (15)

#### Победы (7)
| №  | Дата            | Турнир                | Покрытие | Партнёр       | Соперники в финале                | Счёт                      |
| 1. | 5 июля 2014     | Уимблдон              | Трава    | Джек Сок      | Боб Брайан Майк Брайан            | 7-6(5) 6-7(3) 6-4 3-6 7-5 |
| 2. | 27 июля 2014    | Атланта, США          | Хард     | Джек Сок      | Стив Джонсон Сэм Куэрри           | 6-3 5-7 [10-5]            |
| 3. | 26 октября 2014 | Базель, Швейцария     | Хард(i)  | Ненад Зимонич | Марин Драганя Хенри Континен      | 7-6(13) 1-6 [10-5]        |
| 4. | 21 марта 2015   | Индиан-Уэллс, США     | Хард     | Джек Сок      | Симоне Болелли Фабио Фоньини      | 6-4 6-7(3) [10-7]         |
| 5. | 11 октября 2015 | Пекин, Китай          | Хард     | Джек Сок      | Даниэль Нестор Эдуар Роже-Васслен | 3-6 6-3 [10-6]            |
| 6. | 14 февраля 2016 | Роттердам, Нидерланды | Хард(i)  | Николя Маю    | Александр Пейя Филипп Пецшнер     | 7-6(2) 6-4                |
| 7. | 23 февраля 2020 | Марсель, Франция      | Хард(i)  | Николя Маю    | Уэсли Колхоф Никола Мектич        | 6-3 6-4                   |

#### Поражения (8)
| №  | Дата            | Турнир            | Покрытие | Партнёр        | Соперники в финале           | Счёт              |
| 1. | 17 августа 2014 | Цинциннати, США   | Хард     | Джек Сок       | Боб Брайан Майк Брайан       | 3-6 2-6           |
| 2. | 5 октября 2014  | Пекин, Китай      | Хард     | Жюльен Беннето | Жан-Жюльен Ройер Хория Текэу | 7-6(6) 5-7 [5-10] |
| 3. | 4 апреля 2015   | Майами, США       | Хард     | Джек Сок       | Боб Брайан Майк Брайан       | 3-6 6-1 [8-10]    |
| 4. | 8 ноября 2015   | Париж, Франция    | Хард(i)  | Джек Сок       | Иван Додиг Марсело Мело      | 6-2 3-6 [5-10]    |
| 5. | 19 марта 2016   | Индиан-Уэллс, США | Хард     | Джек Сок       | Николя Маю Пьер-Юг Эрбер     | 3-6 6-7(5)        |
| 6. | 15 мая 2016     | Рим, Италия       | Грунт    | Джек Сок       | Боб Брайан Майк Брайан       | 6-2 3-6 [7-10]    |
| 7. | 6 января 2017   | Доха, Катар       | Хард     | Радек Штепанек | Фабрис Мартен Жереми Шарди   | 4-6 6-7(3)        |
| 8. | 18 июля 2021    | Ньюпорт, США      | Трава    | Остин Крайчек  | Уильям Блумберг Джек Сок     | 2-6 6-7(3)        |

### Финалы челленджеров в парном разряде (31)

#### Победы (17)
| №   | Дата             | Турнир                       | Покрытие | Партнёр           | Соперники в финале                    | Счёт              |
| 1.  | 25 марта 2007    | Шербрук, Канада              | Хард(i)  | Эрик Хвойка       | Кристоф Палманшофер Джейсон Циммерман | 7-5 6-3           |
| 2.  | 12 октября 2008  | Лаймен, Германия             | Хард(i)  | Михал Навратил    | Франк Винтермантель Нильс Лангер      | 6-3 6-4           |
| 3.  | 9 ноября 2008    | Римуски, Канада              | Хард(i)  | Милош Раонич      | Кристиан Плесс Микаэль Рюдерстедт     | 5-7 6-4 [10-6]    |
| 4.  | 23 ноября 2008   | Манагуа, Никарагуа           | Хард     | Иржи Кркошка      | Йоан-Александру Кожану Денис Павлов   | 7-6(1) 6-3        |
| 5.  | 10 мая 2009      | Коацакоалькос, Мексика       | Хард     | Адиль Шамасдин    | Кэйден Хензел Адам Хаббл              | 6-3 6-4           |
| 6.  | 17 мая 2009      | Пуэрто-Вальярта, Мексика     | Хард     | Адиль Шамасдин    | Сесар Рамирес Хуан-Мануэль Элисондо   | 6-1 2-6 [10-7]    |
| 7.  | 19 июля 2009     | Пеория, США                  | Грунт    | Милош Раонич      | Денис Живкович Мэтт Рид               | 6-3 6-4           |
| 8.  | 23 августа 2009  | Арад, Румыния                | Грунт    | Мариус Копил      | Андрей Млендя Иржи Сколоудик          | 6-3 6-4           |
| 9.  | 19 сентября 2009 | Порто-Торрес, Италия         | Хард     | Маркус Уиллис     | Алессандро Джанесси Франческо Пиккари | 4-6 6-3 [10-8]    |
| 10. | 1 ноября 2009    | Сьюдад-Обрегон, Мексика      | Хард     | Нима Рошан        | Адриен Боссел Жюльен Дюбаль           | 6-7(5) 6-3 [11-9] |
| 11. | 29 ноября 2009   | Пуэбла, Мексика              | Хард     | Адиль Шамасдин    | Гильермо Оласо Пере Риба              | 7-6(0) 6-0        |
| 12. | 18 апреля 2010   | Леон-де-лос-Альдама, Мексика | Хард     | Сантьяго Гонсалес | Кейден Хензел Адам Хаббл              | 3-6 6-3 [10-8]    |
| 13. | 20 марта 2011    | Римуски, Канада              | Хард(i)  | Трет Конрад Хьюи  | Дэвид Райс Шон Торнли                 | 6-0 6-1           |
| 14. | 3 апреля 2011    | Оклахома-Сити, США           | Хард     | Николас Монро     | Карстен Болл Крис Гуччоне             | 6-4 6-3           |
| 15. | 16 апреля 2011   | Таллахасси, США              | Хард     | Бобби Рейнольдс   | Го Соэда Джеймс Уорд                  | 6-2 6-4           |
| 16. | 26 июня 2011     | Гвадалахара, Мексика         | Хард     | Бобби Рейнольдс   | Пьер-Людовик Дюкло Иво Клец           | 6-4 6-7(6) [10-6] |
| 17. | 22 июля 2012     | Гранби, Канада               | Хард     | Филип Бестер      | Юити Ито Такуто Ники                  | 6-1 6-2           |

#### Поражения (14)
| №   | Дата             | Турнир                       | Покрытие | Партнёр                | Соперники в финале                                 | Счёт               |
| 1.  | 11 мая 2008      | Теплице, Чехия               | Грунт    | Эрик Хвойка            | Роман Ебавый Филип Земан                           | 4-6 7-6(6) [8-10]  |
| 2.  | 31 августа 2008  | Чачак, Сербия                | Грунт    | Иржи Кркошка           | Александр Слович Горан Тошич                       | 2-6 4-6            |
| 3.  | 7 сентября 2008  | Торре-дель-Греко, Италия     | Грунт    | Давиде Делла Томмазина | Алессандро Аккардо Маттео Воланте                  | 7-6(1) 4-6 [6-10]  |
| 4.  | 29 ноября 2008   | Ла-Либертад, Сальвадор       | Грунт    | Иржи Кркошка           | Мичаэль Кинтеро Карлос Саламанка                   | 7-6(8) 4-6 [12-14] |
| 5.  | 11 апреля 2009   | Литл-Рок, США                | Хард     | Райан Янг              | Кэйден Хензел Адам Хаббл                           | 1-6 3-6            |
| 6.  | 30 августа 2009  | Брашов, Румыния              | Грунт    | Мариус Копил           | Карлос Кальдерон-Родригес Херард Гранольерс-Пуйоль | 5-7 7-6(2) [10-12] |
| 7.  | 26 сентября 2009 | Альгеро, Италия              | Хард     | Маркус Уиллис          | Федерико Гайо Алессандро Джанесси                  | 2-6 5-7            |
| 8.  | 8 ноября 2009    | Гвадалахара, Мексика         | Грунт    | Эшвин Кумар            | Мигель Гальярдо-Вальес Бруно Эчагарай              | 6-3 2-6 [6-10]     |
| 9.  | 6 февраля 2010   | Даллас, США                  | Хард(i)  | Адиль Шамасдин         | Скотт Липски Дэвид Мартин                          | 6-7(7) 3-6         |
| 10. | 21 марта 2010    | Шербрук, Канада              | Хард(i)  | Милош Раонич           | Кори Парр Тодд Пол                                 | 4-6 4-6            |
| 11. | 11 июля 2010     | Питтсбург, США               | Грунт    | Грег Уэллетт           | Теннис Сандгрен Райн Уильямс                       | 6-3 3-6 [9-11]     |
| 12. | 5 сентября 2010  | Леон-де-лос-Альдама, Мексика | Хард     | Нима Рошан             | Сесар Рамирес Хуан-Мануэль Элисондо                | 3-6 6-4 [6-10]     |
| 13. | 24 октября 2010  | Сеул, Южная Корея            | Хард     | Адиль Шамасдин         | Рамиз Джунейд Франк Мозер                          | 3-6 4-6            |
| 14. | 15 мая 2011      | Пусан, Южная Корея           | Хард     | Джейми Бейкер          | Им Кю Тэ Данай Удомчоке                            | 4-6 4-6            |

### Финалы командных турниров (2)

#### Победы (1)
| №  | Год  | Турнир       | Команда                                           | Соперник в финале                                                       | Счёт |
| 1. | 2022 | Кубок Дэвиса | Канада Ф. Оже-Альяссим, В. Поспишил, Д. Шаповалов | Австралия А. де Минор, Т. Коккинакис, М. Пёрселл, Дж. Томпсон, М. Эбден | 2-0  |

#### Поражения (1)
| №  | Год  | Турнир       | Команда                                        | Соперник в финале                                                               | Счёт |
| 1. | 2019 | Кубок Дэвиса | Канада Ф.Оже-Альяссим, В.Поспишил, Д.Шаповалов | Испания Р. Баутиста Агут, М. Гранольерс, П. Карреньо Буста, Ф. Лопес, Р. Надаль | 0-2  |

## Победы над теннисистами из топ-10
По состоянию на 14 ноября 2020 года
| №    | Соперник        | Рейтинг | Соревнование           | Покрытие | Этап       | Счёт                    | Рейтинг Поспишил |
| ---- | --------------- | ------- | ---------------------- | -------- | ---------- | ----------------------- | ---------------- |
| 2013 |                 |         |                        |          |            |                         |                  |
| 1.   | Томаш Бердых    | 6       | Монреаль, Канада       | Хард     | 3-й раунд  | 7-5, 2-6, 7-6(7-5)      | 71               |
| 2.   | Ришар Гаске     | 10      | Шанхай, Китай          | Хард     | 1-й раунд  | 6-3, 6-4                | 43               |
| 2014 |                 |         |                        |          |            |                         |                  |
| 3.   | Томаш Бердых    | 5       | Вашингтон, США         | Хард     | 3-й раунд  | 6-2, 6-4                | 36               |
| 2017 |                 |         |                        |          |            |                         |                  |
| 4.   | Энди Маррей     | 1       | Индиан-Уэллс, США      | Хард     | 2-й раунд  | 6-4, 7-6(7-5)           | 129              |
| 2019 |                 |         |                        |          |            |                         |                  |
| 5.   | Карен Хачанов   | 9       | Открытый чемпионат США | Хард     | 1-й раунд  | 4-6, 7-5, 7-5, 4-6, 6-3 | 216              |
| 2020 |                 |         |                        |          |            |                         |                  |
| 6.   | Давид Гоффен    | 10      | Монпелье, Франция      | Хард(i)  | 1/2 финала | 6-3, 1-6, 7-5           | 132              |
| 7.   | Даниил Медведев | 5       | Роттердам, Нидерланды, | Хард(i)  | 1-й раунд  | 6-4, 6-3                | 104              |